# (22421) Jamesedgar
(22421) Jamesedgar est un astéroïde de la ceinture principale.

## Description
(22421) Jamesedgar est un astéroïde de la ceinture principale. Il fut découvert le 14 décembre 1995 à Kitt Peak par le projet Spacewatch. Il présente une orbite caractérisée par un demi-grand axe de 2,66 UA, une excentricité de 0,16 et une inclinaison de 3,6° par rapport à l'écliptique.

## Étymologie
Cet astéroïde est nommé en l'honneur de James Somerville Edgar (1946–).